# 杨营镇 (梁山县)
杨营镇，是中华人民共和国山東省济宁市梁山县下辖的一个乡镇级行政单位。

## 行政区划
杨营镇下辖以下地区：
东张庄村、郭金台村、南小吴村、李庄村、野猪淖村、前李庄村、张水坑村、侯道沟村、五里庙村、曹庄村、丁庄村、大吴村、侯寺村、高楼村、薛阁村、高垓村、高庄村、杨营村、高大庙村、蔡庄村、柏庄村、洼王村、王连坡村、张楼村、碌硃庙村、庄垓村、馆里村、刘仙庄村、孙庄村、洼李村、师庄村、王庄村、荣庄村、西李庄村、东李庄村、蔚营村、程垓村、胡台庙村、贾庄村、西张庄村、太平王村、太平集村、东丁庄村、陈营村、耿楼村、冯庄村、董相白村、侯庄村、李大郭村、靳庄村、吴庄村、刘普桥村、大杨村、艾庄村、周楼村、张庄村、姚庄村、刘庄村、董楼村和良福村。

## 人口
2010年中国第六次人口普查时，杨营镇共有人口53626人。共有家庭16701户，平均每户3.16人。14岁以下的少年儿童共10507人，占总人口19.59%；15-64岁人口共37393人，占总人口69.72%；65岁及以上的老年人共5726人，占总人口的10.67%。男性共计27214人，占总人口50.74%；女性共计26412人，占总人口49.25%。本地居住的人口中，拥有本地户籍的人口为50210人，占93.62%。

## 交通
- 京九铁路：梁山站